# Uhligia
Uhligia is een geslacht van kevers uit de familie spartelkevers (Mordellidae).
Het geslacht is voor het eerst wetenschappelijk beschreven in 1990 door Horák.

## Soorten
Het geslacht omvat de volgende soort:
- Uhligia schilskyi (Csiki, 1915)